# Mirena Kurosawa
Mirena Kurosawa (黒澤 美澪奈 Kurosawa Mirena?) (Tokio, 22 de mayo de 2001) es una actriz y cantante japonesa que anteriormente era miembro de Sakura Gakuin. El 31 de marzo de 2019 terminó su contrato con Amuse, Inc. Es apodada Mirena (みれな).

## Biografía
Kurosawa vivió en la prefectura de Aichi de dos a siete años de edad. En 2009 ganó la audición Ciao Girl 2009 y debutó como actriz infantil. Del 2 de abril de 2012 al 27 de marzo de 2014 Kurosawa apareció en Dai! Tensai Terebi-kun como un "Terebi Senshi". Desde el 6 de mayo de 2015 se convirtió en miembro de Sakura Gakuin.

## Filmografía

### Películas
| Año  | Título                                            | Notas |
| ---- | ------------------------------------------------- | ----- |
| 2011 | Kochira Katsushika-ku Kameari Kōen-mae Hashutsujo |       |
| 2015 | Detective Conan: Girasoles de Inferno             |       |